# Großkrotzenburg

Gemeindegebiet von Großkrotzenburg

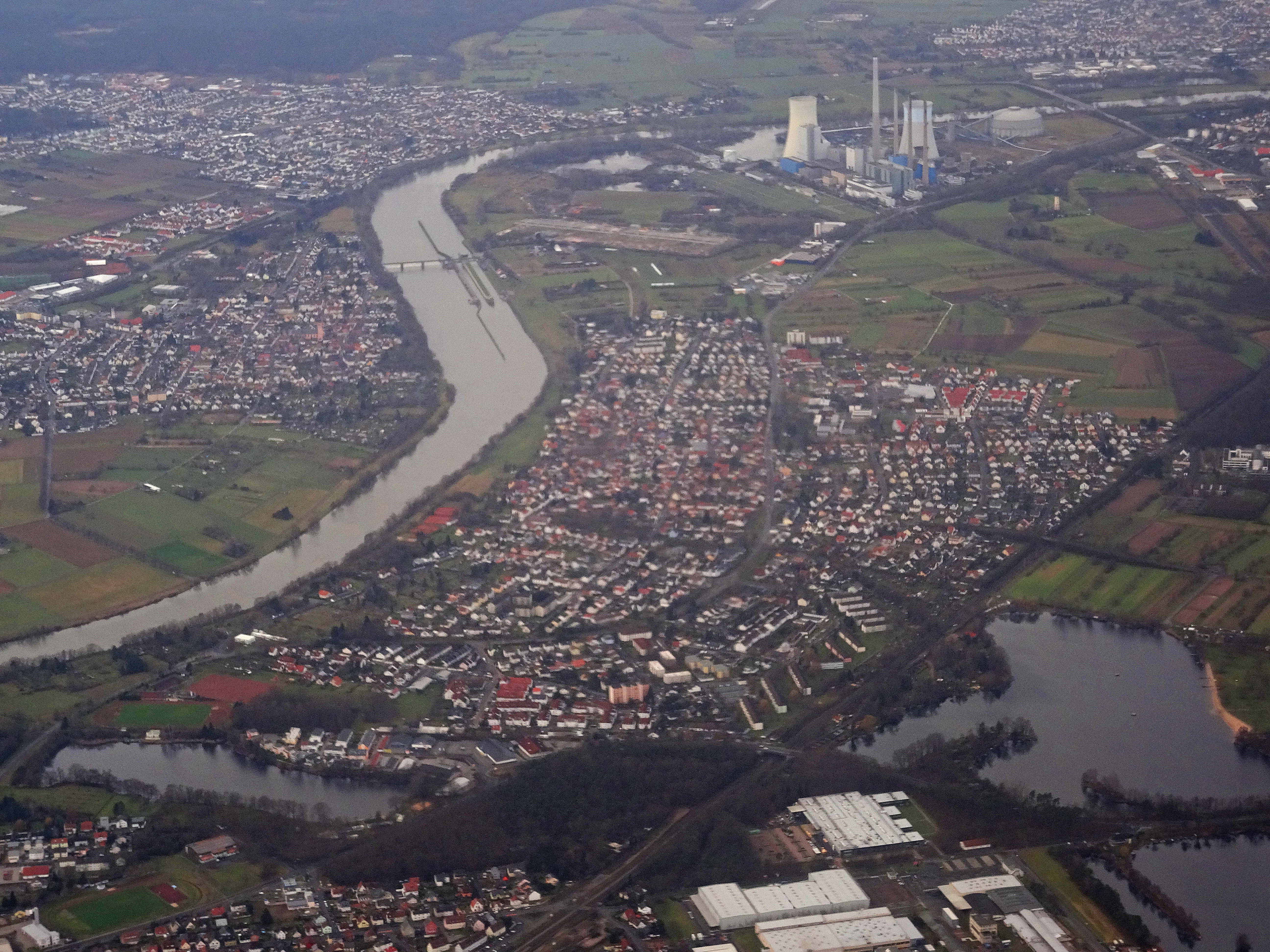
Luftaufnahme von Großkrotzenburg

Großkrotzenburg ist eine Gemeinde im Main-Kinzig-Kreis in Hessen und liegt südlich von Hanau, unmittelbar am Main. Das dortige Kohlekraftwerk Staudinger ist mit seinen Kühltürmen eine Orientierungsmarke im östlichen Rhein-Main-Gebiet.

## Geografie

### Gemeindegliederung
Großkrotzenburg besteht offiziell nur aus einem Ortsteil und auch nur aus einer Gemarkung (Gmk.-Nr. 60906). Insgesamt entfallen etwa zehn Prozent des Gemarkungsgebiets auf Wasserflächen. Über die Gemeindegrenzen hinaus ist Großkrotzenburg wegen seines Badesees bekannt.

### Nachbargemeinden
Großkrotzenburg grenzt im Norden an die Stadt Hanau, im Osten an die Gemeinde Kahl am Main (Landkreis Aschaffenburg), im Süden und Westen an die Gemeinde Hainburg (Landkreis Offenbach), von deren Ortsteil Klein-Krotzenburg es durch die Zusatzbezeichnungen unterschieden wird.
|                   | Stadt Hanau                                 |                       |
|                   | Kompassrose, die auf Nachbargemeinden zeigt | Gemeinde Kahl am Main |
| Gemeinde Hainburg |                                             |                       |

## Geschichte
Bodenfunde weisen auf eine Besiedlung der Großkrotzenburger Gemarkung seit der Vorgeschichte (Bronzezeit, Urnenfelderzeit, Hallstattzeit, La-Tène-Zeit) hin. Um 100 n. Chr. besetzten die Römer das Gebiet und errichteten im heutigen Ortskern das Kastell Großkrotzenburg. Die römische Reichsgrenze, der Limes, erreichte von Norden kommend in Großkrotzenburg den Main, der von hier ab in Richtung Süden den weiteren Verlauf des Limes markierte, bis er sich zunächst als Neckar-Odenwald-Limes ab Wörth, später als Obergermanischer Limes ab Miltenberg vom Main in südlicher Richtung wieder entfernte. Die Besatzung des Kastells war die Cohors IV Vindelicorum, die als einzige der Auxiliartruppen des römischen Militärs in Obergermanien in großem Umfang in einer Militärziegelei Bauziegel produzierte.
Das rechtsrheinische Hinterland des Limes wurde spätestens 259/60 n. Chr. aufgegeben (Limesfall) und von Alamannen besiedelt. Die zurückgebliebene Bevölkerung wurde um 500 von den Franken unterworfen und fiel um 850 als Geschenk an den Gaugrafen von Hessen. Kaiser Ottos I. Tochter Ida schenkte den Ort Ende des 10. Jahrhunderts dem Kollegialstift zum Heiligen Petrus in Mainz (Petrusstift), in dessen Besitz er mehr als 800 Jahre bis zur Säkularisation verblieb.
Während der Hexenverfolgungen wurden von 1628  bis 1630 in Großkrotzenburg 90 Menschen Opfer der Hexenprozesse: 69 Frauen und 21 Männer. 81 Namen sind überliefert. Das Naturdenkmal Hexeneiche zwischen Großkrotzenburg und Kahl am Main wurde am 7. August 1970 durch einen Blitzeinschlag beschädigt; die schon im Dreißigjährigen Krieg nachgewiesene Eiche musste am 8. Juni 1971 gefällt werden. Eine neu angepflanzte Eiche und ein Gedenkstein erinnern an die Hexenverfolgungen. Informationen gibt es im Heimatmuseum Großkrotzenburg.
In historischen Dokumenten ist der Ort im Laufe der Jahrhunderte unter wechselnden Ortsnamen belegt: Cruzenburch (1175), Crozenburc (1282), Crocenburg trans Mogum (1292) und Gross Crotzenberg (1602).

### Nationalsozialismus
In den Novemberpogromen 1938 wurde auch die Großkrotzenburger Synagoge verwüstet. Alle männlichen Juden wurden verhaftet. Nur wenige der 155 Großkrotzenburger Juden und Jüdinnen überlebten den Holocaust. Stolpersteine erinnern inzwischen an einige der Opfer.

### Nach 1945
Großkrotzenburg zählt zu der kleinen Zahl von 31 Kommunen, die im Zuge der Gebietsreform in Hessen nicht verändert wurden. Die Gemeinde besteht nach wie vor aus einer einzigen Ortschaft und einer einzigen Gemarkung, so wie sie historisch gewachsen ist.
Der ehemalige hessische Landtagsabgeordnete Aloys Lenz (CDU) schlug im Jahr 2018 die Eingemeindung von Großkrotzenburg nach Hanau vor und strebt hierfür ein Bürgerbegehren an. Hintergrund ist, dass die Gemeinde seit der weitgehenden Abschaltung des Kraftwerks Staudinger als bei weitem größten Gewerbesteuerzahler hoch verschuldet ist und trotz Steuererhöhungen ein ausgeglichener Haushalt nicht mehr erreicht werden kann. Hinzu kommt, dass Hanau den Status einer kreisfreien Stadt anstrebt und damit aus dem Main-Kinzig-Kreis ausscheiden würde; Großkrotzenburg wäre dann eine Exklave des Main-Kinzig-Kreises ohne Verbindung zum übrigen Kreisgebiet. 2020 wurde die Durchführung eines entsprechenden Bürgerentscheids vom Gemeinderat abgelehnt.

## Politik

### Gemeindevertretung
Die Kommunalwahl am 14. März 2021 lieferte folgendes Ergebnis, in Vergleich gesetzt zu früheren Kommunalwahlen:
| Sitzverteilung in der Gemeindevertretung 2021Insgesamt 25 Sitze - SPD: 3 - KG: 4 - Initiative: 8 - FDP: 3 - CDU: 7 | Parteien und Wählergemeinschaften | Parteien und Wählergemeinschaften                 | %                          | Sitze 2021 | % 2016 | Sitze 2016 | % 2011 | Sitze 2011 | % 2006 | Sitze 2006 | % 2001 | Sitze 2001 |      |
| Sitzverteilung in der Gemeindevertretung 2021Insgesamt 25 Sitze - SPD: 3 - KG: 4 - Initiative: 8 - FDP: 3 - CDU: 7 | CDU                               | Christlich Demokratische Union Deutschlands       | 27,8                       | 7          | 28,7   | 7          | 39,0   | 10         | 44,1   | 11         | 35,0   | 9          |      |
| Sitzverteilung in der Gemeindevertretung 2021Insgesamt 25 Sitze - SPD: 3 - KG: 4 - Initiative: 8 - FDP: 3 - CDU: 7 | SPD                               | Sozialdemokratische Partei Deutschlands           | 13,2                       | 3          | 20,6   | 5          | 29,9   | 7          | 32,0   | 8          | 35,3   | 9          |      |
| Sitzverteilung in der Gemeindevertretung 2021Insgesamt 25 Sitze - SPD: 3 - KG: 4 - Initiative: 8 - FDP: 3 - CDU: 7 | KG                                | Krotzebojer Grüne                                 | 15,7                       | 4          | 25,9   | 7          | 20,9   | 5          | 12,2   | 3          | 11,7   | 3          |      |
| Sitzverteilung in der Gemeindevertretung 2021Insgesamt 25 Sitze - SPD: 3 - KG: 4 - Initiative: 8 - FDP: 3 - CDU: 7 | FDP                               | Freie Demokratische Partei                        | 10,1                       | 3          | 24,8   | 6          | 10,2   | 3          | 11,7   | 3          | 12,1   | 3          |      |
| Sitzverteilung in der Gemeindevertretung 2021Insgesamt 25 Sitze - SPD: 3 - KG: 4 - Initiative: 8 - FDP: 3 - CDU: 7 | GWG                               | Großkrotzenburger Wählergemeinschaft              | –                          | –          | –      | –          | –      | –          | –      | –          | 5,9    | 1          |      |
| Sitzverteilung in der Gemeindevertretung 2021Insgesamt 25 Sitze - SPD: 3 - KG: 4 - Initiative: 8 - FDP: 3 - CDU: 7 | Initiative                        | Initiative Zukunftssicheres Großkrotzenburg e. V. | 33,2                       | 8          | –      | –          | –      | –          | –      | –          | –      | –          |      |
| Sitzverteilung in der Gemeindevertretung 2021Insgesamt 25 Sitze - SPD: 3 - KG: 4 - Initiative: 8 - FDP: 3 - CDU: 7 | gesamt                            | gesamt                                            | 100,0                      | 25         | 100,0  | 25         | 100,0  | 25         | 100,0  | 25         | 100,0  | 25         |      |
| Sitzverteilung in der Gemeindevertretung 2021Insgesamt 25 Sitze - SPD: 3 - KG: 4 - Initiative: 8 - FDP: 3 - CDU: 7 | Wahlbeteiligung in Prozent        | Wahlbeteiligung in Prozent                        | Wahlbeteiligung in Prozent | 57,7       | 57,7   | 62,1       | 62,1   | 51,2       | 51,2   | 48,2       | 48,2   | 56,6       | 56,6 |

### Bürgermeister
Nach der hessischen Kommunalverfassung wird der Bürgermeister für eine sechsjährige Amtszeit gewählt, seit dem Jahr 1993 in einer Direktwahl, und ist Vorsitzender des Gemeindevorstands, dem in der Gemeinde Großkrotzenburg neben dem Bürgermeister ehrenamtlich ein Erster Beigeordneter und acht weitere Beigeordnete angehören. Bürgermeisterin ist seit dem 1. Juli 2022 Theresa Neumann (CDU). Sie setzte sich am 20. März 2022 in einer Stichwahl, die der Amtsinhaber Thorsten Bauroth verfehlte, bei 42,08 Prozent Wahlbeteiligung mit 57,04 Prozent der Stimmen durch.
Amtszeiten der Bürgermeister
- 2022–2028 Theresa Neumann (CDU)[12]
- 2016–2022 Thorsten Bauroth
- 2004–2016 Friedhelm Engel (CDU)
- 1998–2004 Klaus Reuter
- 1986–1998 Peter Hochmuth (CDU)
- 1968–1986 Alfred Rodewald (SPD)[15]
- 1958–1968 Martin Woythal (SPD) (1928–2011)

### Wappen und Flagge

Bannerflagge

#### Wappen
Das Wappen besteht aus zwei gekreuzten goldenen Schlüsseln vor einer roten Burgmauer auf weißem Grund. Die Schlüssel sind Symbol für die beiden Diözesen Fulda und Mainz, denen Großkrotzenburg im Laufe der Jahre zugehörig war. Die rote Mauer steht für die römische Vergangenheit als Kastell.
Am 19. Mai 1950 wurde der Gemeinde durch das Hessische Staatsministerium das Recht zur Führung eines Wappens verliehen.

#### Flagge
Am 18. Juni 1951 wurde der Gemeinde durch das Hessische Staatsministerium das Recht zur Führung einer Flagge verliehen.
Diese zeigt das Gemeindewappen auf rot-weißem Flaggentuch.

### Partnerstädte
- Oederan in Deutschland
- Achères in Frankreich
- Torsby in Schweden

## Kultur und Sehenswürdigkeiten

### Kastell

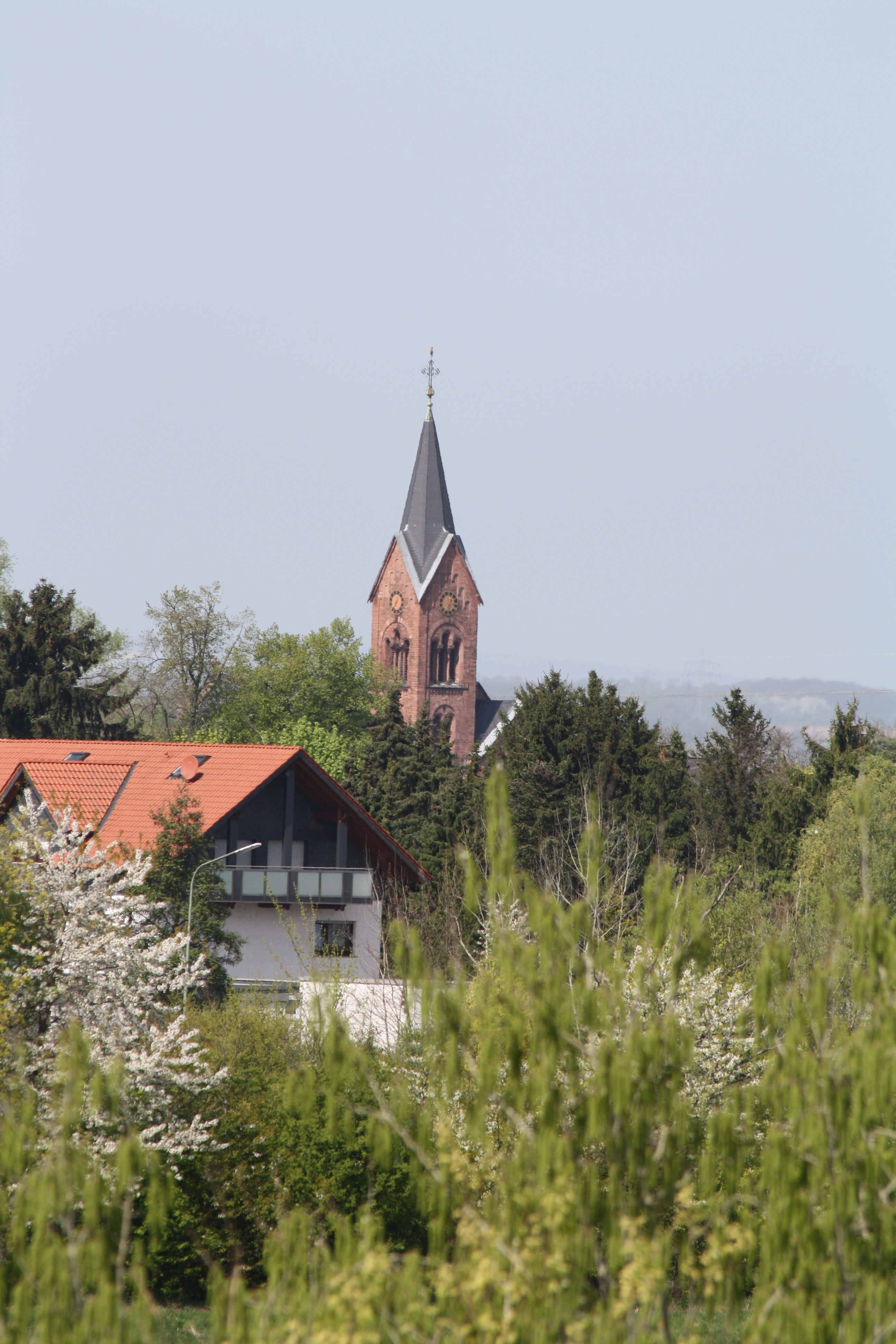
Der Glockenturm von St. Laurentius ist - ebenso wie der hier abgebildete Glockenturm von St. Peter und Paul in Hanau - Klein-Auheim - weithin sichtbar, lässt sich aber nur oberflächlich mit der Klein Auheimer Kirche verwechseln.

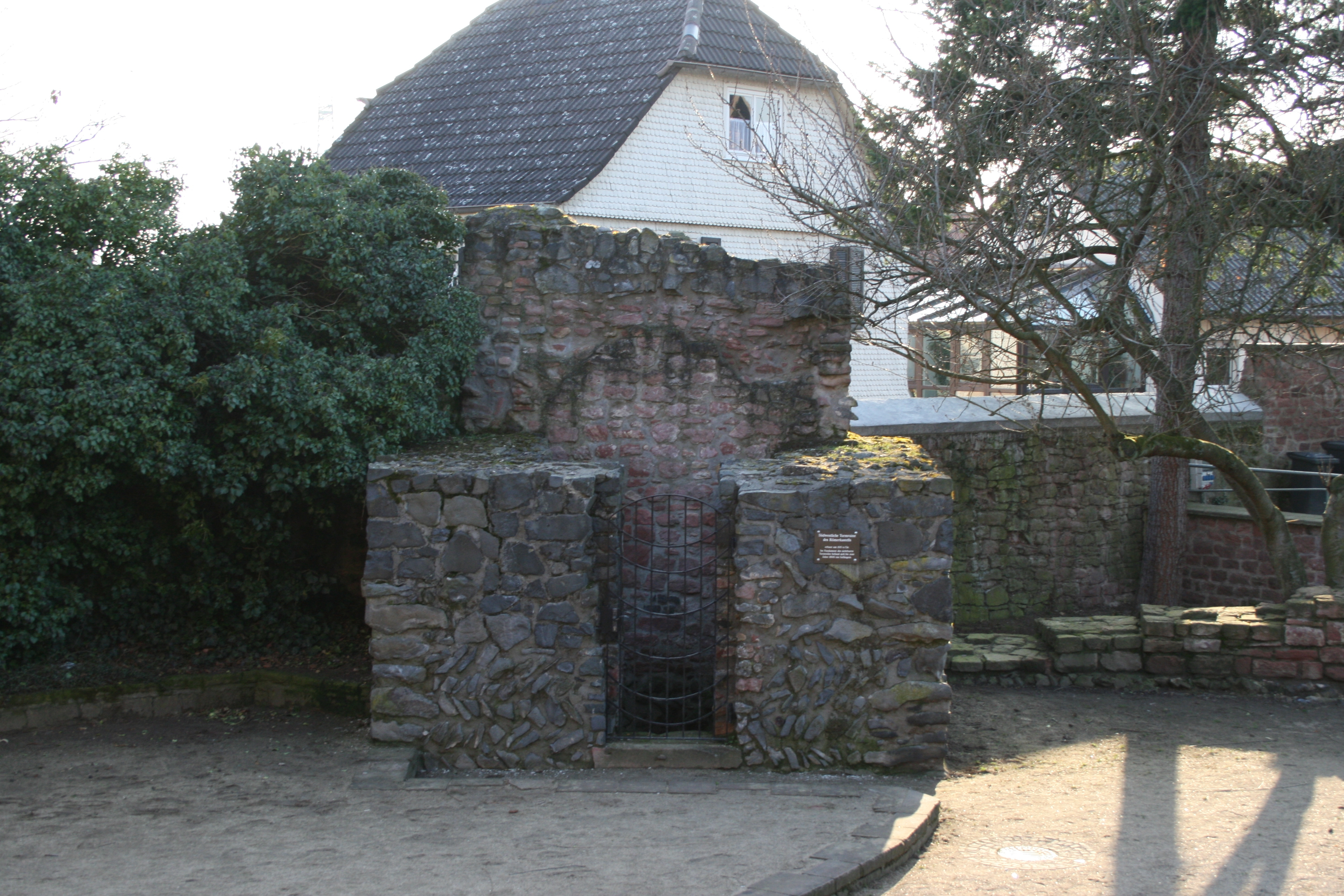
Der südwestliche Eckturm des Kastells Großkrotzenburg wurde in späterer Zeit als Gefängnis benutzt und ist deshalb gut erhalten.

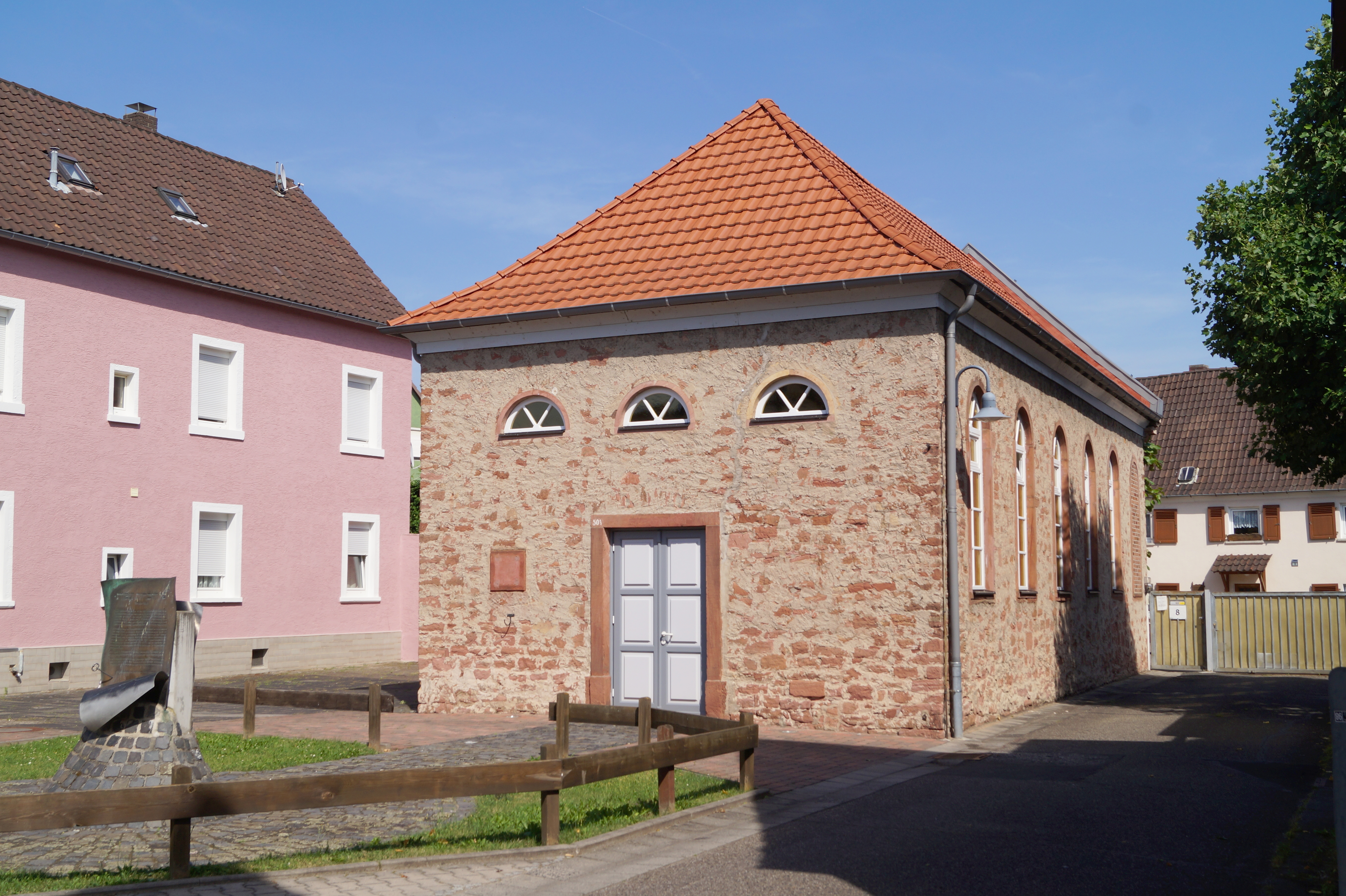
Die Synagoge

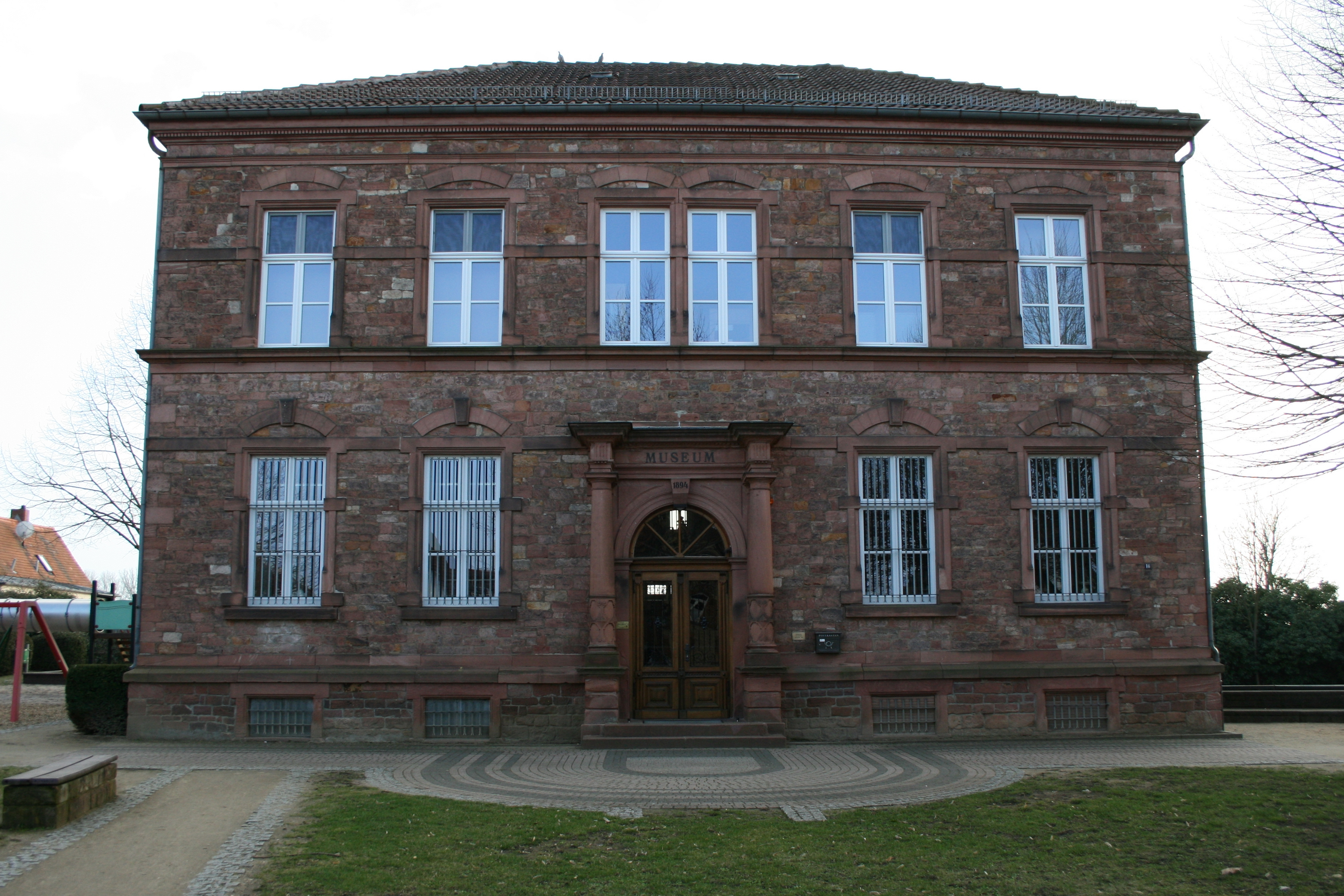
Museum Großkrotzenburg

Als Sehenswürdigkeit ist vor allem der erhaltene Teil des Römerkastells zu erwähnen, welcher seit dem Sommer 2005 zum UNESCO-Welterbe gehört.
Er besteht aus einem Eckturm, der als ältestes oberirdisches römisches Bauwerk diesseits des Rheins gilt, und einem Teil der Mauer des Kastells, das sich direkt an den Turm anschließt. Außerdem wurden am und im Main Reste einer Römerbrücke gefunden, auf die auch ein kleines Modell dieser Brücke am Mainufer hinweist. Die Umrisse der damaligen Eingangstore zum Kastell sind auf der Kirchstraße mit Pflastersteinen dargestellt, damit man sich ein Bild vom Ausmaß der Anlage machen kann.

### Katholische Kirche
Die römisch-katholische Kirche St. Laurentius (Großkrotzenburg) wurde in den Jahren 1826–1828 unter Pfarrer Philipp Kreisler durch den Baumeister Julius Eugen Ruhl in klassizistischem Stil errichtet. Renoviert wurde sie 1997 bis 1998 und zuletzt in den Jahren 2017 und 2018, der Turm im Jahr 2009. Zu den Vorgängerbauten gibt es archäologische Untersuchungen.

### Synagoge
Sehenswerte Zeugnisse jüdischen Lebens in Großkrotzenburg sind die 1826 erbaute Synagoge in der Steingasse sowie der außerhalb gelegene jüdische Friedhof.

### Strandbad Spessartblick

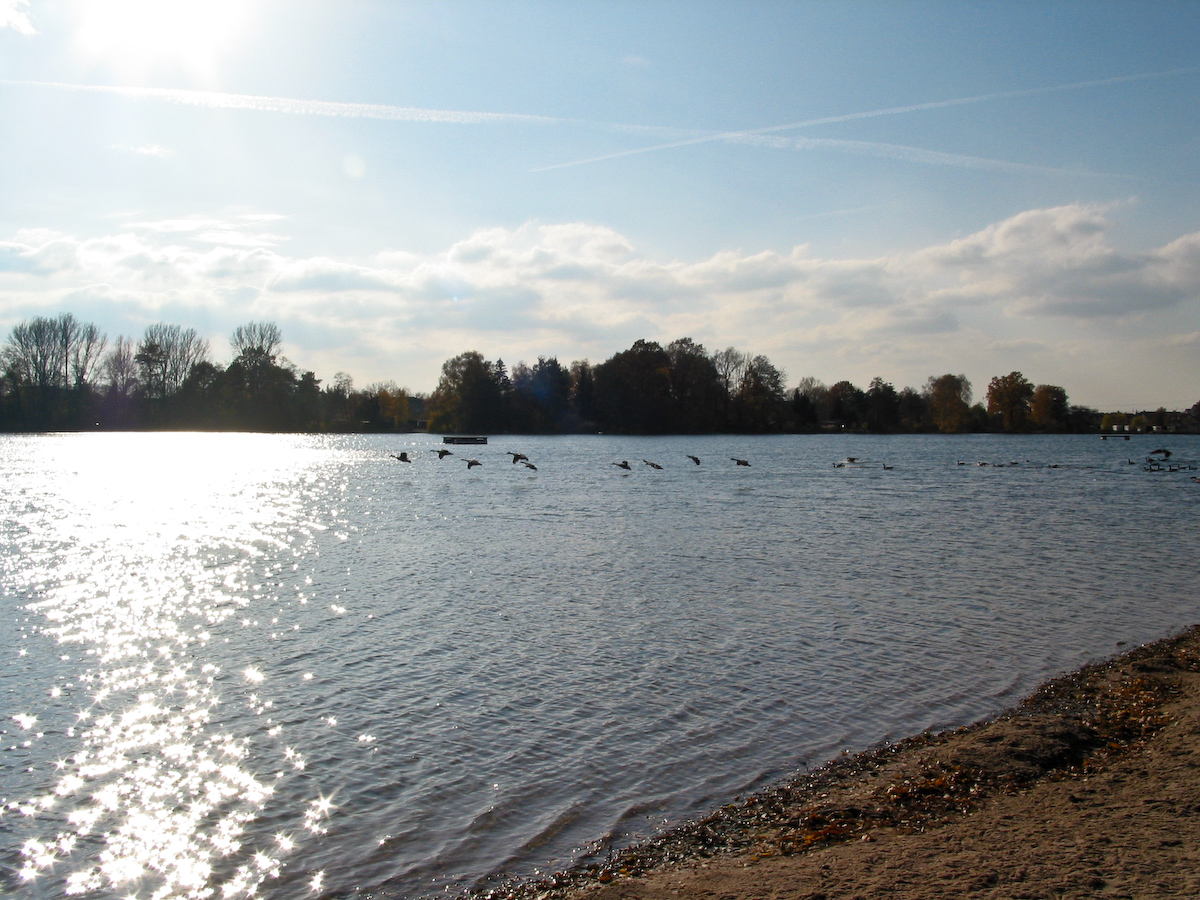
Das Strandbad Spessartblick

Zur Gemeinde Großkrotzenburg zählt das Strandbad Spessartblick. Im Sommer kann man sich hier an dem rund 150.000 m² großen Baggersee Freigericht-West (auch Großkrotzenburger See genannt) erholen. An den See grenzt eine große Liegewiese, die zum Sonnen einlädt. Die Wasserqualität des Sees ist zusammen mit der des gegenüber der Bundesstraße 8 auf bayerischer Seite gelegenen Sees Freigericht-Ost die beste der Seen der Kahler Seenplatte. Dies ist darauf zurückzuführen, dass die unterirdisch miteinander verbundenen Seen aus mehreren natürlichen Quellen gespeist werden. Der See hat seinen Ursprung im Braunkohletagebau, der bis in die 1920er Jahre in diesem Gebiet durchgeführt wurde. Später kam noch der Abbau von Sand und Kies hinzu.

### Museen
Das Heimatmuseum (siehe Weblinks) ist Sitz des Heimat- und Geschichtsvereins und versucht, die wechselvolle Geschichte Großkrotzenburgs abzubilden. Es ist in der 1894 erbauten alten Schule untergebracht, die sich neben dem Eckturm des alten Kastells befindet. Eine Ausstellung gedenkt der Hexenprozesse 1628 durch das Erzstift Mainz.

### Sport
Großkrotzenburg hat ein Sportstadion, das sich im Besitz des örtlichen Fußballvereins befindet. Zudem gibt es in Großkrotzenburg den Turnverein 1884 e. V., einen Breitensportverein mit eigener Halle in der Kahler Straße, und einen Tennisverein mit mehreren Plätzen in unmittelbarer Nähe zum Main. Ebenso gibt es ein Hallenbad und das Strandbad Spessartblick. Das Strandbad verfügt über eine große Grünanlage mit Volleyballfeldern, Kinderspielplätzen und Liegewiese sowie Sanitäranlagen. Am gleichen See, Freigericht-West, gelegen befinden sich zudem die Örtlichkeiten des Stemm- und Ringvereins, der Wanderfreunde Edelweiß und des Wassersportvereins.

## Wirtschaft und Infrastruktur

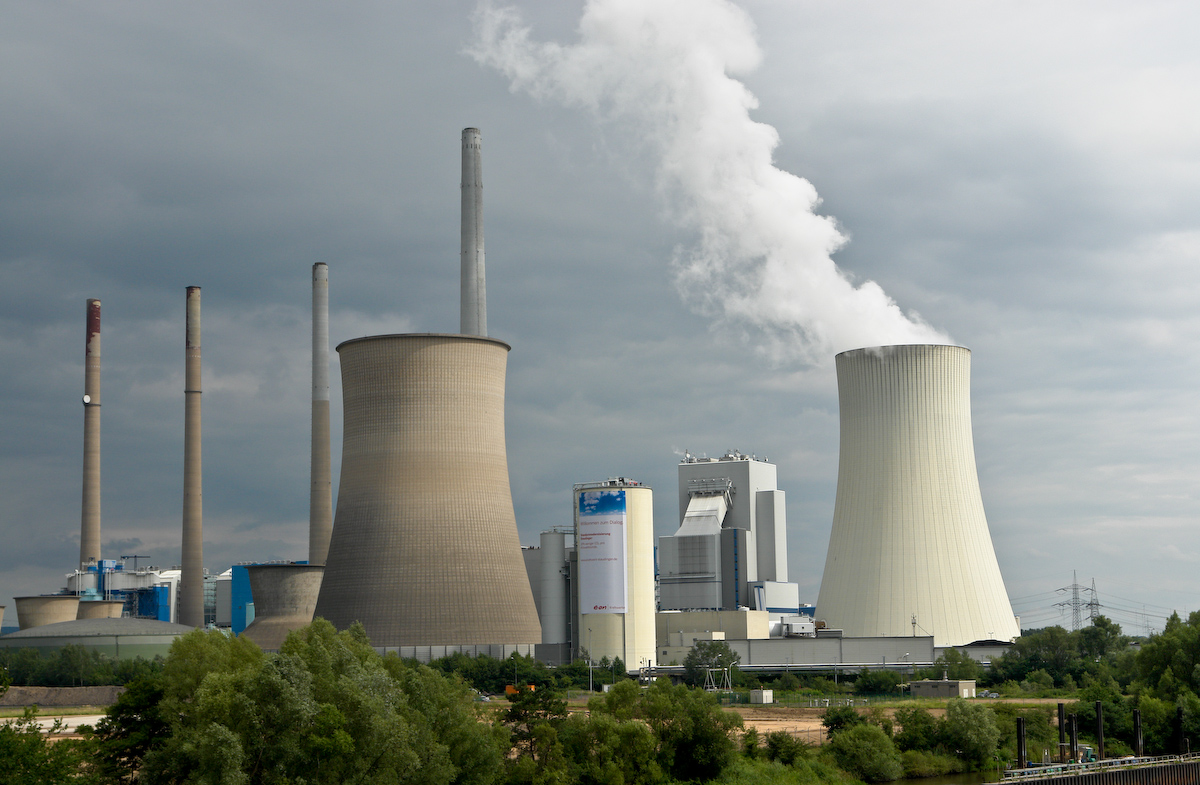
Das Kraftwerk von der Limesbrücke

Das Kraftwerk Staudinger ist für die wirtschaftliche Situation des Ortes von zentraler Bedeutung.

### Verkehr
Im Ort treffen sich die Landesstraßen L3309 und L 3308. Bis zur Anschlussstelle 44 (Alzenau-Nord) der Bundesautobahn 45 sind es über die L 3308 drei Kilometer.
Am nördlichen Ortsrand befindet sich der Bahnhof Großkrotzenburg an der Strecke Frankfurt–Aschaffenburg.
Die innerörtliche Erschließung geschieht durch die Buslinie 566, die zwischen Hanau und Kahl am Main verkehrt.

### Radfernwege
Der Deutsche Limes-Radweg führt durch Großkrotzenburg. Er folgt dem Obergermanisch-Raetischen Limes über 818 km von Bad Hönningen am Rhein bis nach Regensburg an der Donau.
Am linken Mainufer verlaufen der Main-Radweg und die D-Route 5 (Saar-Mosel-Main) über 1021 km von Saarbrücken über Trier, Koblenz, Mainz, Frankfurt am Main, Würzburg und Bayreuth bis zur tschechischen Grenze, erreichbar über den Steg der Staustufe Krotzenburg.

### Fernwanderwege
Durch Großkrotzenburg verläuft der Limesweg als Teilabschnitt des Deutschen Limes-Wanderwegs.

### Öffentliche Einrichtungen
Die Freiwillige Feuerwehr Großkrotzenburg sorgt für den Brandschutz und die allgemeine Hilfe. Der Feuerwehrverein hat derzeit 500 Mitglieder.
Ein Jugendzentrum (JUZ) ist Treffpunkt für Kinder und Jugendliche zwischen 7 und 25 Jahren. Es befindet sich auf der Rückseite des Bürgerhauses.

### Bildung

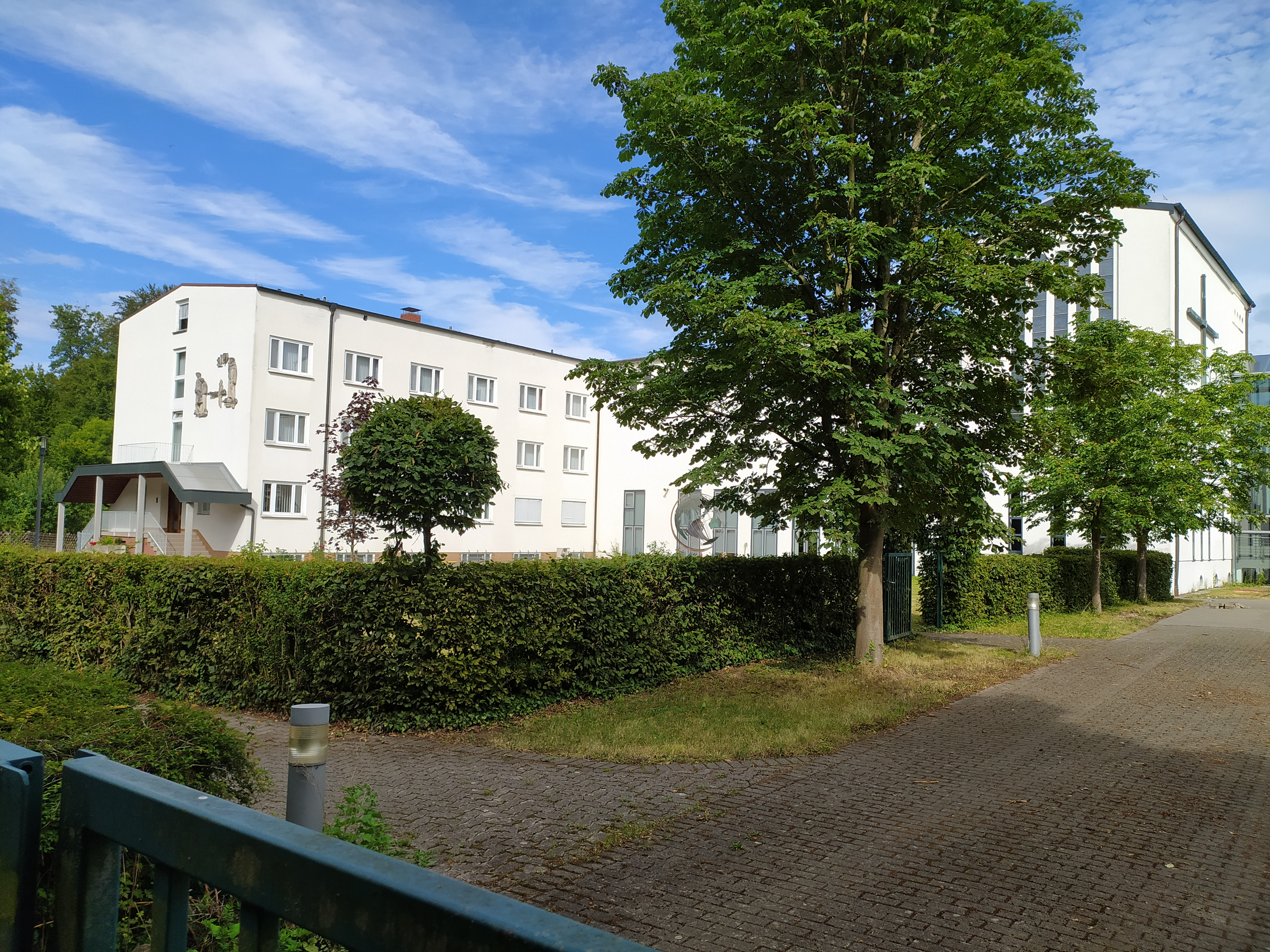
Die Kreuzburg im Jahr 2020

In Großkrotzenburg gibt es zwei Schulen, die Geschwister-Scholl-(Grund)schule (GSS) und das private Franziskanergymnasium Kreuzburg, das einen überregionalen Einzugsbereich hat. Bis 1967 war es als Gymnasium Afrikanum eine Schule der Weißen Väter, 1967 wurde es von Franziskanern übernommen. Wegen des in den 1920er-Jahren gebauten kreuzförmigen Gebäudekomplexes wird die Schule Kreuzburg genannt.

## Persönlichkeiten
- Martin Kopp (1826–1902), Bürgermeister und Mitglied des Provinziallandtages der Provinz Hessen-Nassau